# Картуш
Картуш в египтологията се нарича овалът, който огражда името на фараона при изписването му. Древноегипетската дума за обозначаването му е шену.
За древните египтяни познанието на името на човек крие опасността то да бъде използвано в заклинания против неговия притежател. С особена сила това важи за имената на фараона, който винаги има много врагове – било то вътрешни или външни. Поради това е било нужно да бъдат защитени по специален магичен начин – чрез изписването им в кръг. Предполага се, че символизира самото слънце Ра. С времето обаче имената на фараоните стават все по-дълги, което налага и удължаването на кръга до познатия под името картуш овал. Пробивът на Жан-Франсоа Шамполион при разчитането египетските йероглифи започва с предположението, че картушите в Розетския камък съдържат имена на фараони.
Египтяните са започнали да изписват имената на фараоните в картуши през IV династия. Най-старото открито име, изписано в картуш, е това на фараона Снофру. Въпреки това и в по-ранната история на Египет са се използвали защитни ограждения за имената на царете. На палитрата на Нармер името е изписано в серех – стилизирано представяне на крепост с кацнал на нея сокол.